# Urogale everetti
Urogale everetti é uma espécie de mamífero arborícola da família Tupaiidae. É a única espécie do gênero Urogale. É endêmica das Filipinas, onde pode ser encontrada nas ilhas de Mindanao, Sirgao e Dinagat.